# 悲しみは女だけに
『悲しみは女だけに』（かなしみはおんなだけに）は、1958年（昭和33年）2月26日公開の新藤兼人監督の日本映画。製作は大映。

## キャスト
- 秀代：田中絹代
- 道子：京マチ子
- 岸本：宇野重吉
- 政夫：小沢栄太郎
- くに子：望月優子
- 浩：船越英二
- 芳子：市川和子
- 春江：水戸光子
- 千代子：杉村春子
- たか：乙羽信子
- 赤松：殿山泰司
- 安蔵：見明凡太朗
- ユリ：鍵山寿子
- 咲江：加治夏子
- とし：響令子
- 船員：八木沢敏、小原利之、ジョー・オハラ
- 若い船員：島田裕司
- 八幡屋の店員：伊藤直保

## スタッフ
- 監督・脚本：新藤兼人
- 助監督：砂見国博
- 原作：新藤兼人「女の声」
- 製作：永田秀雄
- 企画：原田光夫
- 撮影：中川芳久
- 音楽：伊福部昭
- 美術：丸茂孝
- 録音：西井憲一
- 照明：久保田行一
- スチール：椎名勇
- 製作主任：阪根慶一